# Месяц, Геннадий Андреевич
Генна́дий Андре́евич Ме́сяц (род. 29 февраля 1936, Кемерово, Западно-Сибирский край, РСФСР) — советский и российский физик, основатель научного направления сильноточной электроники и импульсной электрофизики.
Академик РАН, вице-президент (1987—2013) и член Президиума РАН (Москва); член Отделения и член Президиума Уральского отделения РАН (Екатеринбург); член Отделения и член Бюро Отделения физических наук РАН (Москва); член Президиума Троицкого научного центра РАН (Москва); председатель Бюро Совета и председатель Совета РАН по координации деятельности региональных отделений и региональных научных центров РАН; председатель Комиссии Президиума РАН по формированию перечня программ фундаментальных исследований РАН; председатель Приборной комиссии Президиума РАН; председатель Научного совета по релятивистской и сильноточной электронике; председатель Научного совета по проблеме «Обработка конструкционных материалов пучками заряженных частиц»; директор Физического института имени П. Н. Лебедева РАН (Москва); лектор-профессор МФТИ (Москва); председатель Бюро Комиссии и Комиссии РАН по экспортному контролю; председатель Координационного совета РАН по инновационной деятельности; научный руководитель Института сильноточной электроники ТНЦ СО РАН (Томск); научный руководитель Института электрофизики УрО РАН, заведующий лабораторией Физической электроники Института электрофизики УрО РАН, член Бюро Научно-издательского совета РАН; член экспертной комиссии РАН по присуждению Золотой медали имени С. И. Вавилова (с 1993).
Полный кавалер ордена «За заслуги перед Отечеством».

## Биография[5]

### Родители
Родословная семьи Геннадия Месяца связана с Черниговской губернией. В 1908 году его дед, Роман Дмитриевич Месяц, и бабушка, Парасковья Марковна (в девичестве — Васильева), после нескольких лет батрачества у местных помещиков и работы на шахтах Донбасса с детьми (в семье их было десять, в том числе пять сыновей), переехали в Сибирь и поселились в селе Варламов-Падун (Варламовка) Болотнинской волости Томской губернии. Здесь, пережив многочисленные трудности, семья Месяц смогла обустроиться и организовать своё хозяйство. Дядя Геннадия Месяца Валентин Карпович Месяц (1928—2019) позднее стал крупным партийным и советским работником (секретарь Московского комитета КПСС, 2-й секретарь ЦК Компартии Казахстана, министр сельского хозяйства СССР в 1976—1985).
Отец Г. Месяца — Андрей Романович (1907—1985) после женитьбы в 1928 году на Анне Михайловне (1910—1990, в девичестве — Михайлова) переехал с семьёй в посёлок Анжеро-Судженский Томского округа, работал на местном кожевенном заводе поваром, заведующим столовой, с 1931 года возглавлял учебный лагерь Осоавиахима до его расформирования. В 1938 году подвергся репрессии по сфабрикованному делу. Заключение отбывал на Дальнем Востоке и в Коми АССР, был освобождён в декабре 1945, реабилитирован в 1954 году. Мать после ареста мужа, с малолетними детьми (дочь Юля, сыновья Геннадий и Анатолий) и свекровью, была выселена из дома, переехала в посёлок Яшкино, а затем к родственникам в город Топки. Семья оказалась в трудных как материальных, так и жилищных условиях. Особенно тяжело было в годы Великой Отечественной войны.

### Детство
Геннадий Андреевич позже вспоминал о своём детстве:

Жизнь у меня была трудной. В 6-летнем возрасте я был главным поставщиком хлеба для семьи. Знал, что (надо) выстоять очередь хоть целый день, но хлеб принести домой. …[Так как] сын репрессированного всегда был изгоем, я старался доказать, что лучше всех. Был круглым отличником в школе и в институте.

С возвращением отца материальное положение семьи несколько улучшилось. В 1946 году семья переехала в город Белово Кемеровской области, где отец устроился на работу на мясокомбинат, а затем в столовую поваром.
Геннадий Месяц с семи лет начал учиться в школах города Топки — сначала в школе № 66, а затем в семилетней школе № 8. С 1950 года учился в железнодорожной средней школе № 76 города Белово, которую окончил с серебряной медалью. В ноябре 1949 года был принят в комсомол, в школе активно участвовал в работе математического и географического кружков, помогал по математике своим одноклассникам. По окончании 10 классов в 1953 приехал в вузовский Томск.

### Молодость
В 1953 году поступил на радиотехнический факультет Томского политехнического института. Однако учиться по избранной специальности не пришлось: в то время факультет был режимным, и сын репрессированного не имел права здесь учиться. В марте 1955 года Геннадий был переведён на электроэнергетический факультет, который окончил в июне 1958 года по специальности «Электрические станции, сети и системы» с присвоением квалификации инженера-энергетика. Здесь же окончил аспирантуру, защитил диссертацию на тему «Разработка и исследование высоковольтных наносекундных импульсных устройств с искровыми разрядниками» и в 1961 году стал кандидатом технических наук, получил своё первое учёное звание старшего научного сотрудника в НИИ ядерной физики, электротехники и автоматики ТПИ (1961—1966).
Своими учителями Г. А. Месяц называет профессоров А. А. Воробьёва, Г. А. Воробьёва и И. Д. Кутявина, академиков А. М. Прохорова, Г. И. Будкера и Н. Г. Басова.

### Работа в Томске и Свердловской области
В 1966 году (в возрасте 30 лет) защитил диссертацию «Исследования по генерированию наносекундных импульсов большой мощности» и получил учёную степень доктора технических наук (утверждён ВАК в 1968). В 1966—1969 годах — руководитель сектора высоковольтной наносекундной импульсной техники НИИ ЯФЭА ТПИ, с 1966 года заведовал сектором этого же НИИ, под его руководством был создан первый сильноточный импульсный ускоритель электронов. С 1969 года — заместитель директора по научной работе во вновь созданном Институте оптики атмосферы (ИОА) в составе строящегося Академгородка Томского научного центра Сибирского отделения Академии наук СССР (ТНЦ СО АН СССР).
В томский период занимался преподавательской работой:
- 1961—1970 и позднее — преподаватель, доцент, профессор Томского политехнического института;
- 1970—1978 — профессор ТИАСУР;
- 1978—1985 — профессор кафедры электродинамики и квантовой теории поля Томского государственного университета;
- 1984—1985 — профессор и заведующий созданной им кафедры физики плазмы ТГУ[11].

Преподавательская деятельность после 1986:
- 1986—1988 — профессор, заведующий кафедрой электрофизики Уральского политехнического института (Свердловск);
- с 1988 — по настоящее время — профессор, заведующий кафедрой электрофизики Московского физико-технического института.

У меня много прекрасных учеников. Среди них академики Бугаев С. П., Ковальчук Б. М., члены-корреспонденты РАН: Коровин С. Д., Котов Ю. А., Шпак В. Г. и др.— Г. А. Месяц, «Автобиография»
Является инициатором и организатором в 1977 году нового НИИ — Института сильноточной электроники (ИСЭ) СО АН СССР, который сам и возглавлял в Томске до 1986 года.
Во время работы в Томске 15 марта 1979 года избран по Отделению общей физики и астрономии (физика) членом-корреспондентом Академии наук СССР (ныне РАН).
26 декабря 1984 года избран действительным членом (академиком) Академии наук (АН СССР и РАН) по Отделению общей физики и астрономии (физика) от Томского научного центра СО АН СССР.
По инициативе партийных органов страны в 1986 году Свердловский научный центр АН СССР реорганизуется в Уральское отделение (УрО АН СССР) и Геннадий Месяц с группой ведущих сотрудников ИСЭ переезжает в Свердловск. Здесь в 1987 году он возглавил вновь созданный при его непосредственном участии Институт электрофизики Уральского отделения АН СССР. Прибывшая из Томска группа учёных начала работы по мощной импульсной технике (начатые ещё в Томске), новому направлению в физических исследованиях на Урале. Г. А. Месяц также возглавил Уральское отделение Академии наук (1987—1998). Председатель Президиума регионального отделения, по положению, в 1987 году стал вице-президентом АН СССР. В этот период входит в члены редакционных коллегий научных журналов «Обзоры по высокотемпературной сверхпроводимости» и «Автометрия» (СО АН СССР).
В составе АН СССР входил в состав бюро Совета по физике плазмы, Совета по физической электронике, руководил (и руководит) научным советом по проблеме «Обработка конструкционных материалов пучками заряженных частиц», являлся заместителем председателя Комитета по государственным премиям РСФСР в области науки и техники при Совете министров РСФСР (1987—1991). Входил в состав членов президиума Комитета по государственным премиям РФ в области науки и техники при Совете министров РФ (с 1991 года).

### Современность
В 1998—2005 годах — председатель Высшей аттестационной комиссии Минвуза СССР/России.
В 2004—2015 годах — директор Физического института имени П. Н. Лебедева РАН.
Постоянно находится в контакте с учёными Томска и Урала.
Г. А. Месяц является членом многих научных комитетов международных конференций, редколлегий журналов и научных обществ. Он член американского физического общества, оптического общества Америки, член международного общества оптоэлектроников. В течение шести лет работал в комиссии по физическому образованию ИЮПАП (Международного союза по чистой и прикладной физике), участвовал в работе Генеральной Ассамблеи ЮНЕСКО, научного комитета стран Европейского сообщества, четыре года возглавлял российско-американскую комиссию по технологиям двойного применения и т. д. Почётный профессор многих университетов мира и России.
В свободное время любит читать стихи, художественную литературу, книги по истории России.

## Научная деятельность
Основные направления исследований Г. А. Месяца:
- Генерирование высоковольтных импульсов с большой амплитудой электрического тока;
- Сильноточные импульсные ускорители электронов, в том числе сильноточная эмиссионная электроника;
- Наносекундная импульсная техника;
- Процессы, проходящие в газах и вакууме под воздействием сверхсильных полей, обеспечиваемых такими импульсами;
- Инновационное развитие России.

Академик Г. А. Месяц — автор около 600 научных работ, двух научных открытий, имеет более 40 авторских свидетельств на изобретения, 18 монографий (2004). Среди его учеников — более 40 докторов и более 100 кандидатов наук. Из них 7 учёных являются членами РАН.

## Общественная и политическая деятельность
В 1960—1970-е годы Г. А. Месяц был одним из активных общественных деятелей Томской области. Являлся членом обкома и бюро ОК ВЛКСМ (1968—1974), Томских обкома и горкома КПСС (1968—1973), избирался членом ЦК и бюро ЦК ВЛКСМ (1974—1978); председателем Совета молодых учёных при ЦК ВЛКСМ, учёным секретарём Комиссии по премиям Ленинского комсомола ЦК ВЛКСМ. Депутат Томского городского Совета народных депутатов, член Свердловского обкома КПСС, депутат Свердловского городского Совета народных депутатов.
Был делегатом XXIV съезда КПСС и XIX партконференции КПСС; XVII съезда профсоюзов СССР. Делегат XVI (1970) и XVII (1974) съездов ВЛКСМ, участник трёх Всемирных фестивалей молодёжи и студентов (Москва—1957, София—1968 и Берлин—1973).
В 1989 году по инициативе региональных партийно-хозяйственных органов, был выдвинут в качестве кандидата в народные депутаты СССР по городу Свердловску, но, несмотря на всемерную поддержку властей, проиграл выборы оппозиционному отставному судье Л. С. Кудрину. 
Член постоянного оргкомитета Международного симпозиума по электрической изоляции и разрядам в вакууме (с 1968). Член Комитета советских учёных в защиту мира против ядерной угрозы (1986—1991). Председатель Научного совета по региональной научно-технической программе «Урал» (1993—1998). Член Наблюдательного совета Нанотехнологического сообщества «Нанометр».
В 1992 году подписал «Предупреждение учёных мира человечеству».
Президент научного Международного Демидовского фонда (с 1993), сопредседатель его Попечительского совета. По инициативе Г. А. Месяца в 1994 году была возрождена традиция присуждения Демидовской премии.
Почётный профессор и председатель попечительского совета Томского политехнического университета. Член Совета при Президенте Российской Федерации по науке, технологиям и образованию (2001—2004). Сопредседатель Общественного совета по науке при Комитете Государственной Думы по науке и наукоёмким технологиям.

## Семья
- Жена — Нина Александровна Месяц (в девичестве — Машукова; род. 1937) до выхода на пенсию — доцент Томского института автоматизированных систем управления и радиоэлектроники.
- Сын — Вадим Геннадьевич Месяц (род. 1964) — поэт, писатель и переводчик.
- Сестра — Юлия Андреевна Чернозипунникова.
- Брат — Анатолий Андреевич Месяц.
- Двоюродный брат — Валентин Карпович Месяц, бывший министр сельского хозяйства СССР и видный политический деятель советского и постсоветского времени.

Имеет дачу в дачном посёлке РАН «Ново-Дарьино» Одинцовского района Московской области.
Называл своим другом С. П. Капицу.

## Награды

### Государственные награды Российской Федерации и СССР
- Медаль «В ознаменование 100-летия со дня рождения Владимира Ильича Ленина» (1970)
- Орден Трудового Красного Знамени (1971)[10][11] — за большие заслуги в развитии советской науки и техники, внедрение результатов исследований в народное хозяйство, способствовавших успешному выполнению пятилетнего плана
- Орден «Знак Почёта» (1981)[11] — за успехи, достигнутые в выполнении заданий десятой пятилетки по развитию советской науки и техники и внедрению результатов исследований в народное хозяйство
- Орден Ленина (1986)[11] — за заслуги в развитии физической науки, подготовке научных кадров и в связи с пятидесятилетием со дня рождения
- Орден «За заслуги перед Отечеством» IV степени (12 февраля 1996) — за заслуги перед государством и многолетний добросовестный труд[22]
- Орден «За заслуги перед Отечеством» III степени (4 июня 1999) — за большой вклад в развитие отечественной науки, подготовку высококвалифицированных кадров и в связи с 275-летием Российской академии наук[23]
- Орден «За заслуги перед Отечеством» II степени (4 февраля 2006) — за выдающийся вклад в развитие отечественной науки и подготовку высококвалифицированных кадров[24]
- Орден Почёта (5 апреля 2011) — за большой вклад в развитие науки и многолетнюю плодотворную деятельность[25]
- Орден Александра Невского (11 мая 2021)[11] — за большой вклад в развитие науки и многолетнюю добросовестную работу[26]
- Орден «За заслуги перед Отечеством» I степени (5 февраля 2024) — за большой вклад в развитие отечественной науки, многолетнюю плодотворную деятельность и в связи с 300-летием со дня основания Российской академии наук[27]

### Награды иностранных государств
- Орден «Данакер» (Кыргызстан, 24 ноября 2004) — за большой вклад в развитие кыргызско-российских отношений в области науки и образования[28]
- Кавалер Ордена Почётного легиона (Франция, 2008)[11].

### Награды Российской академии наук
- Золотая медаль имени академика Н. Н. Моисеева (2002) — за заслуги в образовании и науке
- Золотая медаль имени академика С. В. Вонсовского (РАН) (2004)
- Золотая медаль имени академика М. А. Лаврентьева (РАН) (2005)

### Ведомственные награды
- Золотая медаль ВДНХ;
- Серебряная медаль ВДНХ;
- Почётный знак ЦК ВЛКСМ (1967) — за активную работу с научной молодёжью;
- Медаль «За укрепление боевого содружества» (2000) — за заслуги в укреплении обороноспособности РФ в развитии Вооружённых Сил и военного сотрудничества с дружественными государствами;
- Медаль «В память 200-летия Минюста России» (2002);
- Медаль «200 лет МВД России» (2002).

### Региональные награды
- Орден «Томская слава» (2014) — за большой вклад в развитие и укрепление межрегиональных связей, активную общественную деятельность

### Премии
- Премия Ленинского комсомола (1968)[29] — за цикл работ по генерированию мощных наносекундных импульсов
- Государственная премия СССР (1978)[29] — за цикл фундаментальных исследований взрывной электронной эмиссии и инициирующих её автоэлектронных процессов, разработку на этой основе принципиально нового класса рентгеновских приборов, организацию их серийного производства и эффективного использования в народном хозяйстве
- Премия Совета Министров СССР (1990)
- Международная премия У. Дайка (1990)[29] — за открытие и исследования взрывной эмиссии электронов
- Международная премия Э. Маркса (1991)[29] — за работы по мощной импульсной электронике
- Премия имени А. Г. Столетова (1995, РАН)[29] — за цикл работ «Открытие эктонов и доказательство их фундаментальной роли в контакте металл-плазма»
- Государственная премия Российской Федерации в области науки и техники (22 июля 1998)[29] — за цикл фундаментальных исследований быстропротекающих электроразрядных процессов и создание на их основе нового класса мощных и сверхмощных нано- и пикосекундных электрофизических устройств[30]
- Демидовская премия (2002)[29] — за выдающийся вклад в развитие электрофизики
- Премия «Глобальная энергия» (2003) — за фундаментальные исследования и разработку мощной импульсной энергетики[29]
- Премия Правительства Российской Федерации в области науки и техники (2003) — за комплекс работ по исследованию, созданию и освоению серийного производства вакуумных выключателей высокого напряжения

### Почётные звания
- Член Постоянного организационного комитета Международного симпозиума по электрической изоляции и разрядам в вакууме (International Symposium on Discharges and Electrical Insulation in Vacuum — ISDEIV) (1968)
- Профессор Томского института автоматизированных систем управления и радиоэлектроники (1970)
- Иностранный член Академии наук ГДР (1989)
- Почётный гражданин Томской области (27 июня 2001) — за значительный вклад в создание и развитие научно-образовательного комплекса Томской области
- Почётный гражданин Екатеринбурга (2003)[29]
- Иностранный член Национальной академии наук Украины (4 февраля 2009)
- Премия имени Марии Склодовской-Кюри (IEEE) (2012) — за выдающиеся научные достижения
- Почётный гражданин Томска (2016)

Почётный член Российской академии образования. Член Американского физического общества и Оптического общества Америки.

## Основные работы
- Высоковольтное испытательное оборудование (совм. с др., ред. А. А. Воробьёв). — М.—Л.: Госэнергоиздат, 1960.
- Техника формирования высоковольтных наносекундных импульсов (совм. с Г. А. Воробьёвым). — М.: Атомиздат, 1963.
- Формирование наносекундных импульсов высокого напряжения (совм. с А. С. Насибовым, В. В. Кремнёвым). — М.: Энергия, 1970.
- Генерирование мощных наносекундных импульсов. — М.: Советское радио, 1974.
- Ненакаливаемые катоды (коллектив авторов). — М., 1974.
- Мощные наносекундные импульсные источники. Сб. статей под ред. Г. А. Месяца. — Новосибирск, 1974.
- Автоэмиссионные и взрывные процессы в газовом разряде (совм. с Ю. Д. Королёвым). — Новосибирск: Наука, 1982.
- Инжекционная газовая электроника (совм. с др. авторами). — Новосибирск: Наука, 1982.
- Мощные наносекундные импульсы рентгеновского излучения (совм. с С. А. Ивановым, Н. И. Комяком и Е. А. Пеликсом). — М.: Энергоатомиздат, 1983.
- Сильноточные импульсные электронные пучки и технологии (совм. с др. авторами). — Новосибирск, 1983.
- Эмиссионная сильноточная электроника. — Новосибирск, 1984.
- Импульсный электрический разряд в вакууме (совм. с Д. И. Проскуровским). — Новосибирск, 1984.
- Импульсный разряд в диэлектриках (совм. с С. П. Бугаевым). — Новосибирск, 1985.
- Импульсные газовые лазеры (совм. с В. В. Осиповым, В. Ф. Тарасенко). — М.: Наука, 1991.
- Физика импульсного пробоя газов (совм. с Ю. Д. Королёвым). — М.: Наука, 1991
- Эктоны. Чч. 1—3. — Екатеринбург: Наука, 1993—1994.
- О нашей науке: мечты и реальность. — М.: Наука, 1996.
- Эктоны в вакуумном разряде. — М.: Наука, 2000.
- Спасти науку. — М.: Наука, 2000.
- Импульсная энергетика и электроника — Г. А. Месяц — М. Наука 2004.